# Silicij
Silícij (latinsko silicium) je kemijski element, ki ima v periodnem sistemu simbol Si in atomsko število 14. Ta tetravalentni metaloid je manj reaktiven od svojega kemijskega analoga ogljika. Je drugi najpogostejši element v Zemljini skorji; prispeva kar 25,7 % njene teže. Nahaja se v ilovici, ortoklazu, granitu, kremenjaku in pesku, pretežno v obliki silicijevega dioksida in silikatih (spojinah, ki vsebujejo silicij, kisik in kovine). Silicij je glavna sestavina stekla, cementa, keramike, večine polprevodniških naprav, in silikonih.

## Lastnosti
V svoji kristalni obliki ima silicij kovinski lesk in sivkasto barvo. Čeprav je relativno inerten element, še vedno reagira s halogeni in razredčenimi bazami, vendar ga večina kislin (razen kombinacije dušikove kisline in fluorvodikove kisline) ne prizadene. Elementaren silicij oddaja preko 95 % vseh valovnih dolžin infrardeče svetlobe.

## Uporaba
Silicij je zelo uporaben element, ki je ključen za številne človekove industrije. Silicijev dioksid v obliki peska in ilovice je pomembna sestavina betona in zidakov, ter se uporablja pri izdelavi cementa. Silicij je zelo pomemben element za življenje rastlin in živali. Diatomeje povzemajo kremen iz vode ter z njim gradijo svoje zaščitne celične zidove. Druge rabe:
- lončarstvo/emajl - Silicij je prekrivni material, ki se uporablja pri visokotemperaturni proizvodnji materialov pri izdelavi emajlov in lončarstvu.
- jeklo - Silicij je pomembna sestavina nekaterih jekel.
- steklo - Kremen iz peska je glavna sestavina stekla. Steklo je moč oblikovati v raznolike oblike in se uporablja za izdelavo okenskega stekla, embalaže in izolatorjev, med mnogimi drugimi rabami.
- brusila - Silicijev karbid je eno od najpomembnejših brusil.
- polprevodniki - Ultračisti silicij lahko dopirajo z arzenom, borom, galijem ali fosforjem, ter ga s tem naredijo bolj prevodnega za rabo v tranzistorjih, sončnih celicah in drugih polprevodniških napravah, ki se uporabljajo v elektroniki in drugih visokotehnoloških aplikacijah.
- fotonika - Silicij se lahko uporabi v laserjih za oddajanje nepretrgane svetlobe z valovno dolžino 456 nm.
- zdravniški pripomočki - Silikoni so upogljive spojine, ki vsebujejo povezave slicij-kisik in silicij-ogljik; na široko se uporabljajo za izdelavo umetnih prsnih vsadkov in kontaktnih leč.
- zasloni LCD in sončne celice - Hidrogenizirani amorfni silicij se je pokazal kot obetaven v izdelavi poceni elektronike kot so veliki zasloni LCD. Obetaven je tudi za izdelavo poceni sončnih celic velike površine.
- gradbeništvo - Kremen je zaradi svoje nizke kemijske aktivnosti glavna sestavina zidakov.

## Zgodovina
Silicij (latinsko silex, silicis kar pomeni kremen) je prvi prepoznal Antoine Lavoisier leta 1787, pozneje pa ga je Humphry Davy leta 1800 pomotoma zamenjal za spojino. Leta 1811 sta Gay-Lussac in Thénard verjetno pripravila nečisti amorfni silicij tako, da sta grela kalij s silicijevim tetrafluoridom. Leta 1824 je Berzelius pripravil amorfni silicij s približno enakim postopkom kot Gay-Lussac. Berzelius je pridobitek tudi očistil tako, da ga je zaporedoma pral.
Ker je silicij tako pomemben element v polprevodniških in visokotehnoloških napravah, je po njem imenovana visokotehnološka kalifornijska Silicijeva dolina.